# This Is Not America
This Is Not America är en sång av David Bowie och Pat Metheny Group, utgiven som singel i februari 1985. Låten finns med på soundtracket The Falcon and the Snowman. "This Is Not America" nådde första plats på Nederlandse Top 40 och andra plats på Sverigetopplistan. Musikvideon till sången består av scener ur filmen Falken och snömannen.

## Låtlista
Singel och maxisingel
A. "This Is Not America" – 3:51
B. "This Is Not America" (instrumental) – 3:51